# Jacques Henri Lartigue

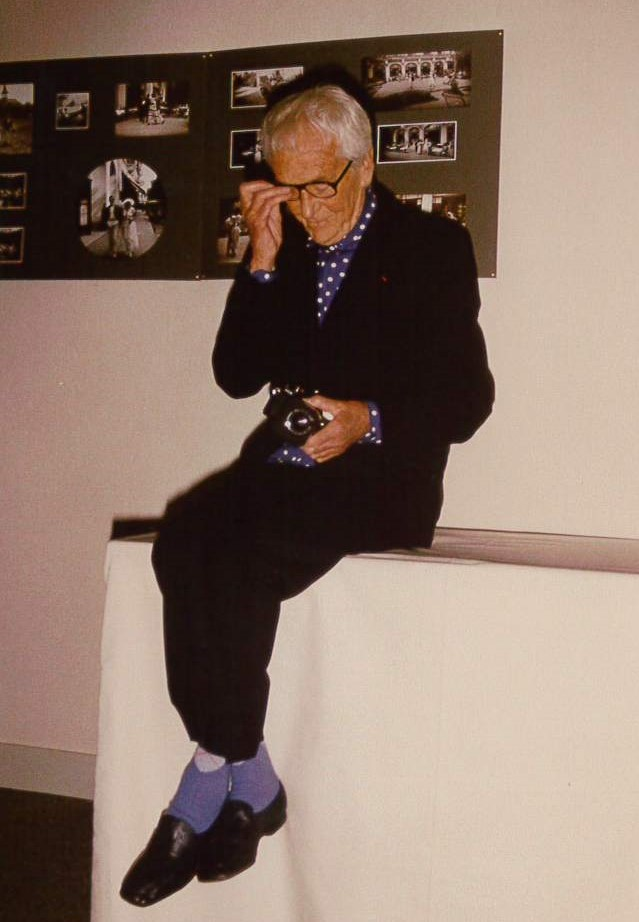
Jacques Henri Lartigue

Jacques Henri Lartigue (Courbevoie, 13 juni 1894 - Nice, 12 september 1986) was een Frans fotograaf en schilder. Is bekend van onder andere zijn 'bevroren' actie foto's van autoraces, vliegtuigen, van springende vallende en rennende mensen en van modieuze Parijse vrouwen; foto's die hij rond 1910 maakte. Hoewel het meest bekend geworden als fotograaf, was Lartigue ook een zeer getalenteerd kunstschilder.

## Levensloop

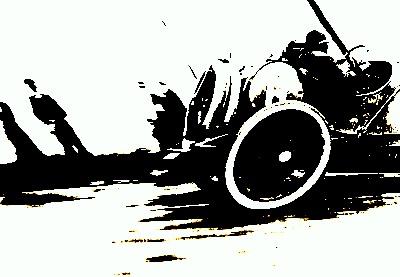
1912 Automobil Delage

Lartigue begon met fotograferen toen hij slechts zes jaar oud was, met als voornaamste onderwerpkeuze zijn eigen leven en de mensen en activiteiten die daarbij hoorden: zijn vriendjes, zijn familie, spelletjes spelend, rennend en springend, racend op zeepkisten met wieltjes, vliegers en vliegtuigjes bouwend, de Eiffeltoren beklimmend, enzovoort.
Ook maakte hij foto's van bekende sportevenementen, waaronder autoraces zoals de Coupe Gordon Bennett en de Franse Grand Prix, en de eerste bemande vluchten van luchtvaartpioniers waaronder Gabriel Voisin, Louis Blériot en Roland Garros. Verder fotografeerde hij tennissers zoals Suzanne Lenglen tijdens de Franse tenniskampioenschappen.
Op jeugdige leeftijd verkocht Lartigue foto's aan sportbladen zoals La Vie au Grand Air en daarnaast. Later werkte hij op de sets van filmmakers als Jacques Feyder, Abel Gance, Robert Bresson, François Truffaut en Federico Fellini, en velen onder hen werden door hem geportretteerd op de foto. Lartigue fotografeerde iedereen die zijn pad kruiste, met name zijn drie vrouwen, en zijn minnares tijdens de vroege jaren dertig, het Roemeense model Renée Perle.
Op oudere leeftijd concentreerde hij zich voornamelijk op het schilderen. De schilderkunst stelde hem - in tegenstelling tot de fotografie - in staat in zijn levensonderhoud te voorzien, wat hem er niet van weerhield om zijn hele leven lang nog fotografische en geschreven dagboeken bij te houden. Hij was bevriend met een groot aantal literaire en artistieke bekendheden waaronder toneelschrijver Sacha Guitry, zangeres Yvonne Printemps, en kunstschilders zoals Kees van Dongen, Pablo Picasso en de filmmaker Jean Cocteau.

### Ontdekking
Pas toen hij 69 jaar oud was, werden de foto's die hij als kind maakte, ontdekt door Charles Rado van het Rapho agentschap, die hem in contact bracht met John Szarkowski, op dat moment curator van het Museum of Modern Art in New York. Szarkowski wijdde prompt een expositie aan Lartigue. Naar aanleiding van de expositie in het Museum of Modern Art verscheen een artikel over hem in het Life magazine in 1963, toevallig hetzelfde nummer als waarin uitgebreid werd stilgestaan bij de dood van John F. Kennedy. Dit zorgde voor een publiek van ongekende omvang. Zijn eerste boek, Diary of a Century, verscheen kort daarop, in samenwerking met Richard Avedon, en vanaf dat moment verschenen zijn foto's in talrijke boeken en fototentoonstellingen over de gehele wereld.
Tijdens de laatste decennia van zijn leven bleef Lartigue fotograferen, nu met het succes dat in de prille fase van zijn fotografische loopbaan was uitgebleven.

## Werk
Hoewel ze zelden in dat formaat zijn tentoongesteld, werden de meeste van zijn vroege en bekende foto's oorspronkelijk in stereo vervaardigd. Lartigue produceerde foto's in alle negatiefformaten (vlakfilm 2 1/4 inch vierkant en kleinbeeld) en glasplaten en enkele van de eerste autochromes. Zijn grootste prestatie bestond uit zijn set van zo'n 120 fotoboeken, die een grote visuele autobiografie vormen.